# واگیز خیدیاتولین
واگیز نازیروویچ خیدیاتولین (روسی: Вагиз Назирович Хидиятуллин؛ تاتاری: Вагыйзь Назир улы Һидиятуллин) (متولد ۳ مارس ۱۹۵۹ در گوباخا، استان پرم، روسیه شوروی) یک فوتبالیست سابق است که به عنوان مدافع میانی بازی می‌کرد.
او ۵۸ بازی ملی و ۶ گل برای تیم ملی فوتبال اتحاد جماهیر شوروی به ثمر رساند، و برای آنها در بازی‌های المپیک تابستانی ۱۹۸۰، جام ملت‌های اروپا ۱۹۸۸و جام جهانی ۱۹۹۰ (همچنین در جام جهانی ۱۹۸۲نیز حضور داشت، اما بازی نکرد) وی بنیانگذار و رئیس اتحادیه صنفی بازیکنان حرفه ای روسیه بود و اصالتاً تاتار است.